# Goussaincourt
Goussaincourt är en kommun i departementet Meuse i regionen Grand Est (tidigare regionen Lorraine) i nordöstra Frankrike. Kommunen ligger i kantonen Vaucouleurs som tillhör arrondissementet Commercy. År 2022 hade Goussaincourt 118 invånare.

## Befolkningsutveckling
Antalet invånare i kommunen Goussaincourt
| Referens: INSEE |